# Издубљено стопало
Издубљено стопало (лат. pes cavus) деформитет стопала супротан у односу на равне табане у виду издубљеног свода, код кога постоји висок положај лука стопала који се не помера при оптерећењу стопала. Овај деформитет је често удружен са канџастим прстима на ногама, истуреном петом и контрактуром плантарне фасције. Сви ови деформитети који дооводе до повећаног оптерећења на мететарзалне кости, прати појавом бола у метатарзалном региону стопала.

## Опште информације
Термин  лат. pes cavus   је назив за „издубљено стопало“ а синоними су  кавоидно стопало, стопало са високим луком и тип стопала са супинацијом. 
Издубљено стопало је мултипланарни деформитет стопала који карактерише абнормално висок медијални уздужни свод. Издубљено стопало обично карактерише варус (обрнуто) задње стопало, плантарфлексан положај прве метатарзалне кости, адукција предњег стопала и дорзална контрактура прстију. Упркос бројним анегдотским извештајима и хипотетичким описима, постоји врло мало ригорозних научних података о процени или лечењу издубљено стопало.

## Епидемиологија
Мало је добрих процена преваленције издубљеног стопала у општој заједници. Док је издубљено стопало евидентирано код између 2 и 29% одрасле популације, постоји неколико ограничења података о преваленци који су пријављени у овим студијама.
Инциденција издубљеног стопала у општој популацији је јако распрострањена, и према неким истраживања свака десета особа има деформитет овог типа одређеног степена (око 10% светске поулације).

## Етиологија
У преко 80% случајева могући узрок настанка издубљеног стопала су:
- неуромускуларне болести (неуромускуларна дистрофија, церебрална парализа, полиомијелитис, сирингомијелија, Фридрихова атаксија, Шарко-Мари-Тутова болест),
- фрактуре костију,
- опекотине.

У 20% случајева узрок настанка издубљено стопала није познат и верује се да је узрокован генетском предиспозицијом, па се  у одсуству неуролошких, урођених или трауматских узрока издубљеног стопала, преостали случајеви  класификују као „идиопатски“ јер је њихова етиологија непозната.
Међу случајевима неуромускуларног издубљеног стопала, 50% се приписује Шарко-Мари-Тутовој болести,  која је најчешћи тип наследне неуропатије са инциденцом од 1 на 2.500 оболелих. Такође позната као наследна моторна и сензорна неуропатија , генетски је хетерогена и повремено идиопатска.  Постоји много различитих типова и подтипова Шарко-Мари-Тутове болести, и као резултат тога, може се појавити од детињства до одраслог доба. 
Charcot–Marie–Tooth-ова болест је периферна неуропатија, која прво погађа дисталне мишиће у виду слабости, неспретности и честих падова. Обично прво погађа стопала, али понекад може почети и на рукама. Шарко-Мари-Тутове болести може изазвати болне деформитете стопала као што је издубљено стопало. Иако је то релативно честа болест, многим лекарима и лаицима није позната. У овом тренутку не постоје лекови или ефикасни начини лечења који би зауставили напредовање било ког облика Шарко-Мари-Тутове болести.
Развој структуре издубљеног стопала виђен код Шарко-Мари-Тутове болести је раније био повезан са неравнотежом снаге мишића око стопала и скочног зглоба. Хипотетички модел који су предложили различити аутори описује однос у којем слаби мишићи евертора бивају надјачани јачим мишићима инвертора, што узрокује адукцију предњег и инвертованог задњег стопала. Слично, слаби дорзифлексори су надјачани јачим плантарфлексорима, што доводи до плантарфлексије првог метатарзалног и предњег издубљеног стопала.

## Клиничка слика
Клиничка слика зависи од врсте деформитета

## Дијагноза
За постављање дијагноза издубљеног стопала у највећем броју случајева довољна је  клиничке слике и физички преглед стопала.
Радиографија
Рендгенски снимак стопала са скочним зглобом, је обавезан како би се проценио степен деформитета. Некада је потребно урадити и допунска снимања код постојања дегенеаративних процеса на зглобовима стопала.
Некада су потребни и допунски прегледи, како би се установила права природа овог деформитета.
- Радографија издубљеног стопала
- Бочни рендгенски снимак са оптерећењем који показује мерење нагиба петнице, што је угао калканеуса и инфериорног аспекта стопала, са различитим изворима који дају различите референтне тачке. Нагиб калканеума је повећан у издубљено стопало, са границама у распону од 20° до 32°.[10]
- Исти бочни рендгенски снимак који показује мерење Меријевог угла (угао између дуге осе талуса  и прве метатарзалне кости.Угао већи од 4° конвексно према горе сматра се издубљеним стопалом.[10]
- Стопало са издубљеним сводом и (и пперонеалном кости).
- Дорзоплантарн пројекцијска радиографија стопала која показује мерење угла покривања талонавикуларне кости.

## Терапија
Терапија има за циљ да омогући болеснику кретања без сметњи било какве врсте, и заснива се на: употреби ортопедских помагала, физикалној терапија и хируршком лечењу 
Употреба ортопедских помагала
Овај вид лечења се заснибва на:
- применом ортопедских помагала која подупиру стопало и носе се са обичном обућом,
- употреба специјално дизајнираних ципела са високим сводом у пределу лука стопала.

Физикалној терапија
Физикалној терапија мора да омогући ојачање ослабљених мишића и растезање пренапрегнутих мишића стопала. Физикална терапија је успешна само код блажих деформитета.
Хируршка терапија
Хируршком лечењу се приступа када напред наведене методе терапије не дају резултате,а пацијент се жали да и даље има сметње при нормалном ходу у виду јаких болова. 
Хируршка интервенција може да буде усмерена у три правца:
- на меко ткиво (ослобађање плантарне фасције, измештање екстензорних и флексорних мишића),
- на коштане елементе (метатарзална остеотомија, тарзална остеотомија, калканеална остеотомија).
- на стабилизацију зглобова или артродезу.